# St. Paul United Methodist Church (Cedar Rapids, Iowa)
La St. Paul United Methodist Church si trova nel centro di Cedar Rapids, Iowa, Stati Uniti. L'edificio progettato da Louis Sullivan è stato inserito individualmente nel Registro Nazionale dei Luoghi Storici dal 1985.

## Storia
La St. Paul's Methodist Episcopal Church, come era conosciuta al momento della sua fondazione, iniziò nel 1840. Il suo primo ministro fu il Rev. J. Hodges, che era un predicatore itinerante e fu inviato dalla Conferenza del Fiume Rock. Predicò per la prima volta nell'autunno del 1840 in una capanna di tronchi di proprietà della signora John Listebarger. Si crede che sia stato il primo servizio religioso pubblico (cristiano) nella città di Cedar Rapids.
La congregazione acquistò un terreno per $180 l'11 settembre 1853 per costruire una chiesa. La proprietà divenne successivamente il sito per la Union Stazion ed è ora il Third Avenue Parking Ramp. Nello stesso anno iniziò la costruzione di una chiesa di mattoni a un piano. Prima ancora che il tetto fosse posato, una violenta tempesta distrusse completamente l'edificio in costruzione. La comunità, tuttavia, dimostrò una grande resilienza e ricostruì la chiesa, che fu consacrata nel 1856. Con la crescita della congregazione, era necessario un edificio più grande e nel 1870 fu costruita una nuova struttura all'angolo tra Fourth Avenue e Fifth Street SE. I progressi nella costruzione della struttura furono rallentati dal panico del 1870. Il piano inferiore fu completato nel 1873 e l'auditorium principale fu completato cinque anni dopo. Henry Ward Beecher predicò nel nuovo auditorium completato. Una nuova canonica, la prima per la chiesa, fu costruita come parte della chiesa. Quel sito, inclusa la chiesa e la canonica, furono successivamente rasi al suolo per fornire il luogo dell'Associazione Cristiana delle Giovani Donne, ora l'attuale rifugio Waypoint.
La proprietà per l'attuale edificio della chiesa fu acquistata nel 1909 tra Third Avenue e Fourteenth Street, SE, che si trovava ai margini della città all'epoca. Louis Sullivan fu incaricato di progettare la nuova chiesa. Sullivan visse a Cedar Rapids dal 1910 al 1912 mentre progettava la chiesa. Progettò una "chiesa moderna per un programma di sette giorni" che includeva uno spazio per la scuola domenicale, una palestra e un santuario con una cupola di vetro multicolore nell'auditorium. La costruzione sarebbe costata il doppio dell'importo che la chiesa era disposta a spendere, quindi a Sullivan fu detto di ridisegnare i suoi piani. Si dimise come architetto dopo aver apportato modifiche minori che ridussero i costi solo leggermente. Non era disposto a sacrificare l'ornamentazione del suo progetto.
W.C. Jones fu assunto per ridisegnare i piani di Sullivan entro il budget di $100.000. Apportò modifiche minori al design, che è essenzialmente ancora il lavoro di Sullivan. Jones ha sostanzialmente tagliato molti dei dettagli decorativi, come quattro grandi angeli sulla torre della chiesa così come cambiamenti interni nell'auditorium.
Il vescovo William Quayle dedicò la nuova chiesa il 31 maggio 1914. L'edificio della chiesa presenta un campanile a contrafforti di 2 mq e 33 m di altezza.
La chiesa fu rimodellata nel 1946. Il progetto comprendeva nuovi tappeti, un nuovo organo, una cappella rimodellata e la conversione della palestra in spazi per le classi. Nel 1954 il santuario, precedentemente chiamato auditorium, fu rimodellato e nel 1963 fu aperto un'ala educativa. Nel 1976 fu aggiunto un campanile per i cori a campanelli manuali. L'anno successivo Robert L. Sipe costruì un nuovo organo a canne. Include quattro divisioni, 43 ranghi e 2.358 canne. L'edificio fu inserito nel Registro Nazionale dei Luoghi Storici il 27 giugno 1985.